# Grayson Allen
Grayson James Allen (ur. 8 października 1995 w Jacksonville) – amerykański koszykarz grający na pozycji rzucającego obrońcy, od 2023 zawodnik Phoenix Suns.
W 2014 wystąpił w spotkaniach gwiazd amerykańskich szkół średnich - Jordan Brand Classic, McDonald’s All-American. W tym ostatnim wygrał też konkurs wsadów. W 2013 zdobył srebrny medal podczas turnieju Nike Global Challenge.
6 lipca 2019 trafił w wyniku wymiany do Memphis Grizzlies. 7 sierpnia 2021 został wytransferowany do Milwaukee Bucks. 27 września 2023 trafił do Phoenix Suns.

## Osiągnięcia
Stan na 28 września 2023, na podstawie, o ile nie zaznaczono inaczej.
NCAA
- Mistrz:
  - NCAA (2015)
  - turnieju konferencji Atlantic Coast (ACC – 2017)
- Uczestnik rozgrywek:
  - Elite Eight turnieju NCAA (2015, 2018)
  - Sweet 16 turnieju (2015, 2016, 2018)
  - turniej NCAA (2015–2018)
- Największy postęp konferencji ACC (2016)
- MVP turnieju 2K Sports Classic (2016)
- Zaliczony do:
  - I składu:
    - NCAA Final Four (2015 przez Associated Press)[7]
    - ACC (2016)
    - All-ACC Academic (2015–2018)
    - turnieju 2K Sports Classic (2016)

  - II składu:
    - All-American (2016 przez Sporting News)
    - turnieju ACC (2016, 2017)

  - III składu:
    - ACC (2018)
    - All-American (2016 przez Associated Press, NABC)
- Lider ACC w:
  - liczbie:
    - zdobytych punktów (2016 – 779)
    - celnych (102) i oddanych (276) rzutów za 3 punkty (2016)

  - skuteczności rzutów za 3 punkty (2016 – 41,7%)